# Prager Tagblatt
Prager Tagblatt var en tyskspråkig tidning i Tjeckoslovakien utgiven i Prag 1876–1939, före andra världskriget landets största tyskspråkiga tidning.
Tidningen var ett handelsblad med antimilitaristisk och pacifistisk tendens.